# Chris Milk

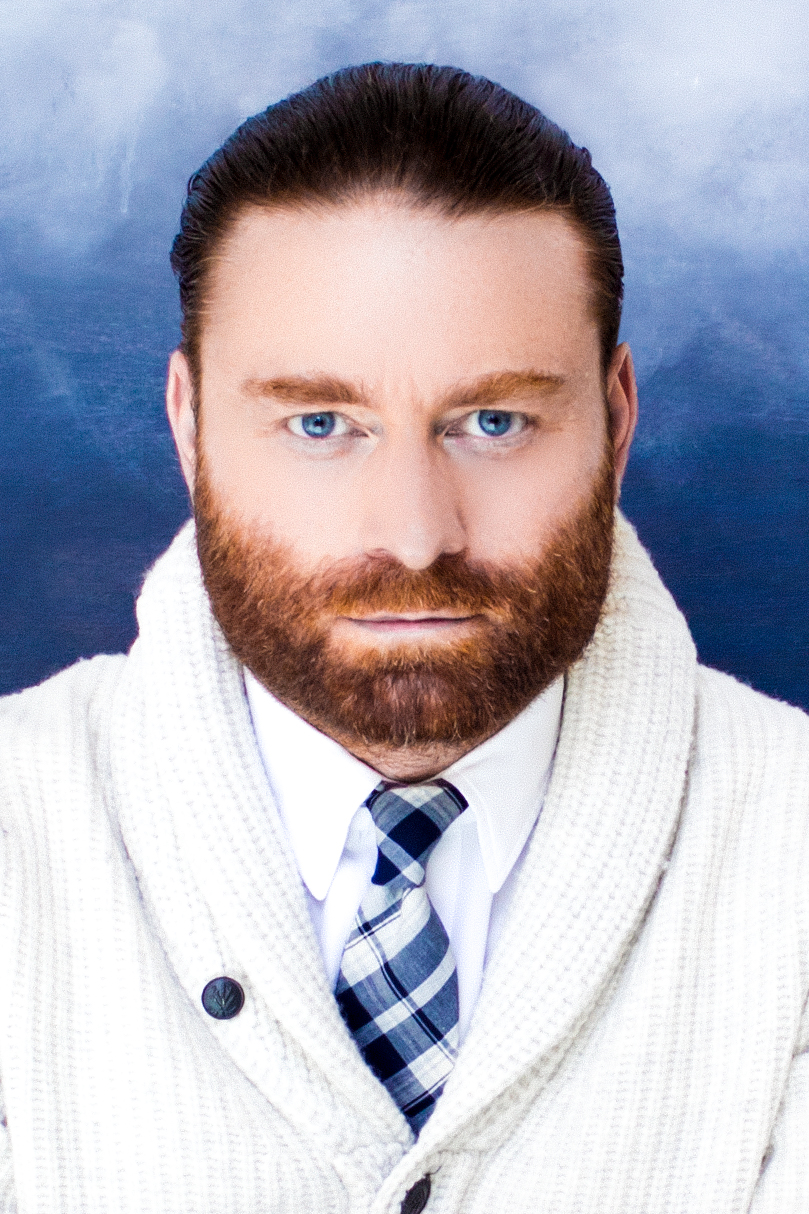
Chris Milk (2015)

Chris Milk é um produtor musical dos EUA.